# Fed Cup 2007
Navigation
Édition précédente Édition suivante

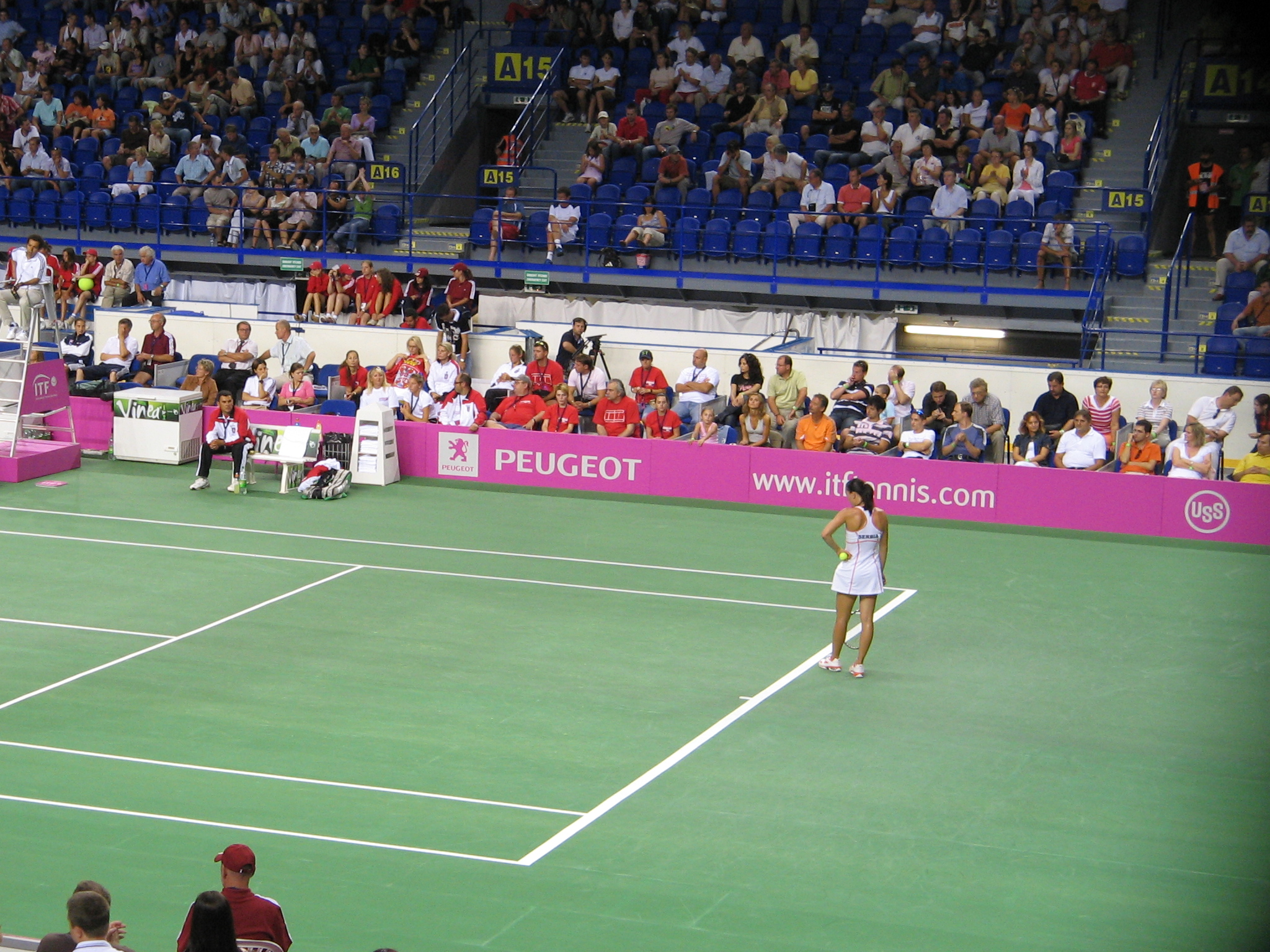

La Fed Cup 2007 est la 45e édition du plus important tournoi de tennis opposant des équipes nationales féminines.
La finale, qui s'est tenue à Moscou les 15 et 16 septembre, voit la Russie s'imposer face à l'Italie (quatre points à zéro).

## Organisation
Organisation identique depuis 2005 pour cette 45e édition de la Fed Cup avec les groupes mondiaux I et II et les play-offs I et II.
Le groupe mondial I compte huit équipes, les demi-finalistes 2006 et les vainqueurs des play-offs 1, qui s'affrontent par élimination directe dans un tableau à trois tours organisés successivement en avril, juillet et septembre. Les équipes vaincues au premier tour disputent les play-offs I. 
Le groupe mondial II compte également huit équipes, les vaincus des play-offs I 2006 et les vainqueurs des play-offs II 2006, qui s'affrontent en face à face en un seul tour organisé en avril. Les vainqueurs participent aux play-offs I et les vaincus participent aux play-offs II.
Les play-offs I sont organisés en juillet entre les éliminés du premier tour du groupe mondial I et les vainqueurs du groupe mondial II. Les vainqueurs participeront aux rencontres du groupe mondial I de l'édition suivante et les vaincus aux rencontres du groupe mondial II de l'édition suivante.
Les play-offs II opposent quatre équipes issues des compétitions par zone géographiques aux quatre perdants des rencontres du groupe mondial II. Les vainqueurs participent au groupe mondial II de l'édition suivante et les vaincus sont relégués dans les compétitions par zones géographiques.
Toutes les rencontres se déroulent au domicile de l'une ou l'autre des équipes qui, sur un week-end, se rencontrent en face à face au meilleur de cinq matchs (quatre simple et un double).

## Résultats

### Groupe mondial I

#### Tableau
|  | 1/4 de finale 21 - 22 avril | 1/4 de finale 21 - 22 avril |        |            | 1/2 finale 14 - 15 juillet | 1/2 finale 14 - 15 juillet |        |   | Finale 15 - 16 septembre | Finale 15 - 16 septembre |
|  |                             |                             |        |            |                            |                            |        |   |                          |                          |
|  | États-Unis                  | 5                           |        |            |                            |                            |        |   |                          |                          |
|  | Belgique                    | 0                           |        |            |                            |                            |        |   |                          |                          |
|  | Belgique                    | 0                           |        | États-Unis | 2                          |                            |        |   |                          |                          |
|  |                             |                             |        | États-Unis | 2                          |                            |        |   |                          |                          |
|  |                             |                             | Russie | 3          |                            |                            |        |   |                          |                          |
|  | Russie                      | 5                           | Russie | 3          |                            |                            |        |   |                          |                          |
|  | Russie                      | 5                           |        |            |                            |                            |        |   |                          |                          |
|  | Espagne                     | 0                           |        |            |                            |                            |        |   |                          |                          |
|  | Espagne                     | 0                           |        |            |                            |                            | Russie | 4 |                          |                          |
|  |                             |                             |        |            |                            |                            | Russie | 4 |                          |                          |
|  |                             | Italie                      | 0      |            |                            |                            |        |   |                          |                          |
|  | France                      | Italie                      | 0      | 5          |                            |                            |        |   |                          |                          |
|  | France                      |                             |        | 5          |                            |                            |        |   |                          |                          |
|  | Japon                       | 0                           |        |            |                            |                            |        |   |                          |                          |
|  | Japon                       | 0                           |        | France     | 2                          |                            |        |   |                          |                          |
|  |                             |                             |        | France     | 2                          |                            |        |   |                          |                          |
|  |                             |                             | Italie | 3          |                            |                            |        |   |                          |                          |
|  | Italie                      | 5                           | Italie | 3          |                            |                            |        |   |                          |                          |
|  | Italie                      | 5                           |        |            |                            |                            |        |   |                          |                          |
|  | Chine                       | 0                           |        |            |                            |                            |        |   |                          |                          |

#### Quarts de finale
| États-Unis - Belgique - 5 : 0 Delray Beach Tennis Center, Delray Beach, États-Unis 21 - 22 avril, Dur (ext.) |                         |                               |               |
| 1 | Venus Williams          | Kirsten Flipkens              | 7-5, 6-2      |
| 1 | Serena Williams         | Caroline Maes                 | 6-1, 6-4      |
| 1 | Vania King              | Kirsten Flipkens              | 4-6, 6-4, 7-5 |
| 1 | Venus Williams          | Yanina Wickmayer              | 6-1, 6-2      |
| 1 | Vania King Lisa Raymond | Tamaryn Hendler Caroline Maes | 6-1, 6-2      |

| Russie - Espagne - 5 : 0 Small Sports Arena 'Luzhniki', Moscou, Russie 21 - 22 avril, Terre (int.) |                             |                                  |               |
| 2                                                                                                  | Nadia Petrova               | Anabel Medina                    | 6-3, 6-4      |
| 2                                                                                                  | Svetlana Kuznetsova         | Lourdes Domínguez                | 6-3, 6-2      |
| 2                                                                                                  | Svetlana Kuznetsova         | Anabel Medina                    | 6-3, 4-6, 6-0 |
| 2                                                                                                  | Anna Chakvetadze            | Nuria Llagostera                 | 3-6, 7-6, 6-2 |
| 2                                                                                                  | Nadia Petrova Elena Vesnina | Lourdes Domínguez Laura Pous Tió | 6-1, 4-6, 6-2 |

| France - Japon - 5 : 0 Palais des Sports Beaublanc, Limoges, France 21 - 22 avril, Terre (int.) |                                  |                          |               |
| 3                                                                                               | Nathalie Dechy                   | Ai Sugiyama              | 7-5, 6-1      |
| 3                                                                                               | Tatiana Golovin                  | Akiko Morigami           | 6-2, 6-4      |
| 3                                                                                               | Tatiana Golovin                  | Ai Sugiyama              | 7-6, 6-0      |
| 3                                                                                               | Virginie Razzano                 | Akiko Morigami           | 7-6, 1-6, 6-2 |
| 3                                                                                               | Séverine Beltrame Nathalie Dechy | Ayumi Morita Ai Sugiyama | 6-1, 6-2      |

| Italie - Chine - 5 : 0 Nova Yardinia, Castellaneta Marina, Italie 21 - 22 avril, Terre (ext.) |                               |                           |                   |
| 4                                                                                             | Tathiana Garbin               | Sun Tiantian              | 6-4, 2-6, 6-3     |
| 4                                                                                             | Flavia Pennetta               | Peng Shuai                | 0-6, 7-5, 3-0 ab. |
| 4                                                                                             | Tathiana Garbin               | Zhang Shuai               | 3-6, 6-2, 6-4     |
| 4                                                                                             | Mara Santangelo               | Sun Tiantian              | 6-4, 6-2          |
| 4                                                                                             | Mara Santangelo Roberta Vinci | Sun Shengnan Sun Tiantian | 6-2, 6-4          |

#### Demi-finales
| États-Unis - Russie - 2 : 3 The Stadium at Topnotch, Stowe, États-Unis 14 - 15 juillet, Dur (ext.) |                             |                             |                     |
| 5                                                                                                  | Vania King                  | Anna Chakvetadze            | 1-6, 3-6            |
| 5                                                                                                  | Venus Williams              | Nadia Petrova               | 7-6 (8-6), 0-6, 6-4 |
| 5                                                                                                  | Venus Williams              | Anna Chakvetadze            | 6-1, 6-4            |
| 5                                                                                                  | Meilen Tu                   | Nadia Petrova               | 1-6, 2-6            |
| 5                                                                                                  | Venus Williams Lisa Raymond | Nadia Petrova Elena Vesnina | 5-7, 6-7 (1-7)      |

| Italie - France - 3 : 2 Nova Yardinia, Castellaneta Marina, Italie 14 - 15 juillet, Terre (ext.) |                                   |                                  |                     |
| 6                                                                                                | Tathiana Garbin                   | Tatiana Golovin                  | 3-6, 6-2, 2-6       |
| 6                                                                                                | Francesca Schiavone               | Amélie Mauresmo                  | 7-5, 6-3            |
| 6                                                                                                | Mara Santangelo                   | Amélie Mauresmo                  | 7-6 (7-5), 0-6, 4-6 |
| 6                                                                                                | Francesca Schiavone               | Tatiana Golovin                  | 6-4, 2-6, 7-5       |
| 6                                                                                                | Francesca Schiavone Roberta Vinci | Séverine Beltrame Nathalie Dechy | 4-6, 6-1, 6-2       |

#### Finale
| Russie - Italie - 4 : 0 Small Sports Arena "Luzhniki", Moscou, Russie 15 - 16 septembre, Dur (int.) |                             |                               |               |
| 7                                                                                                   | Anna Chakvetadze            | Francesca Schiavone           | 6-4, 4-6, 6-4 |
| 7                                                                                                   | Svetlana Kuznetsova         | Mara Santangelo               | 6-1, 6-2      |
| 7                                                                                                   | Svetlana Kuznetsova         | Francesca Schiavone           | 4-6, 7-6, 7-5 |
| 7                                                                                                   | Elena Vesnina               | Mara Santangelo               | 6-2, 6-4      |
| 7                                                                                                   | Nadia Petrova Elena Vesnina | Mara Santangelo Roberta Vinci | Non joué      |

### Groupe mondial II
| Slovaquie - République tchèque - 0 : 5 Sibamac Arena, National Tennis Centre, Bratislava, Slovaquie 21 - 22 avril, Terre (ext.) |                                     |                               |               |
| 1 | Daniela Hantuchová                  | Lucie Šafářová                | 6-7, 6-4, 3-6 |
| 1 | Dominika Cibulková                  | Nicole Vaidišová              | 6-3, 4-6, 5-7 |
| 1 | Daniela Hantuchová                  | Nicole Vaidišová              | 2-6, 7-6, 3-6 |
| 1 | Magdaléna Rybáriková                | B. Z. Strýcová                | 1-6, 1-2, ab. |
| 1 | Janette Husárová Dominika Cibulková | Iveta Benešová B. Z. Strýcová | 3-6, 3-6      |

| Allemagne - Croatie - 4 : 1 TV Fürth 1860 Tennis, Fürth, Allemagne 21 - 22 avril, Terre (ext.) |                               |                             |               |
| 2                                                                                              | Sandra Klösel                 | Jelena Kostanić             | 3-6, 1-6      |
| 2                                                                                              | Anna-Lena Grönefeld           | Ivana Lisjak                | 3-6, 6-3, 7-5 |
| 2                                                                                              | Anna-Lena Grönefeld           | Jelena Kostanić             | 6-4, 6-3      |
| 2                                                                                              | Tatjana Malek                 | Ivana Lisjak                | 6-2, 6-3      |
| 2                                                                                              | Tatjana Malek Andrea Petkovic | Jelena Kostanić Sanja Ancic | 6-3, 6-7, 6-3 |

| Canada - Israël - 2 : 3 Kamloops Fieldhouse, Kamloops, Canada 21 - 22 avril, Moquette (int.) |                                      |                             |               |
| 3                                                                                            | Stéphanie Dubois                     | Shahar Peer                 | 4-6, 4-6      |
| 3                                                                                            | Aleksandra Wozniak                   | Tzipora Obziler             | 4-6, 6-4, 4-6 |
| 3                                                                                            | Aleksandra Wozniak                   | Shahar Peer                 | 4-6, 0-6      |
| 3                                                                                            | Marie-Ève Pelletier                  | Julia Glushko               | 6-1, 6-1      |
| 3                                                                                            | Stéphanie Dubois Marie-Ève Pelletier | Shahar Peer Tzipora Obziler | 6-3, 4-6, 7-5 |

| Autriche - Australie - 4 : 1 Messe Dornbirn, Dornbirn, Autriche 21 - 22 avril, Terre (int.) |                                    |                               |          |
| 4                                                                                           | Tamira Paszek                      | Samantha Stosur               | 6-1, 6-1 |
| 4                                                                                           | Sybille Bammer                     | Alicia Molik                  | 7-5, 6-4 |
| 4                                                                                           | Sybille Bammer                     | Samantha Stosur               | 6-3, 7-5 |
| 4                                                                                           | Tamira Paszek                      | Alicia Molik                  | 6-4, 6-2 |
| 4                                                                                           | Melanie Klaffner Yvonne Meusburger | Samantha Stosur Rennae Stubbs | 4-6, 3-6 |

### Play-offs I
| Autriche - Israël - 1 : 4 ATZ Linz, Linz, Autriche 14 - 15 juillet, Terre (ext.) |                                |                             |          |
| 1                                                                                | Tamira Paszek                  | Shahar Peer                 | 4-6, 4-6 |
| 1                                                                                | Yvonne Meusburger              | Tzipora Obziler             | 3-6, 1-6 |
| 1                                                                                | Yvonne Meusburger              | Shahar Peer                 | 3-6, 1-6 |
| 1                                                                                | Melanie Klaffner               | Julia Glushko               | 6-4, 6-3 |
| 1                                                                                | Melanie Klaffner Tamira Paszek | Tzipora Obziler Shahar Peer | 3-6, 1-6 |

| Belgique - Chine - 1 : 4 Knokke Zoute Tennisclub, Knokke-Heist, Belgique 14 - 15 juillet, Terre (ext.) |                              |                         |               |
| 2 | Debbrich Feys                | Sun Tiantian            | 4-6, 2-6      |
| 2 | Yanina Wickmayer             | Yan Zi                  | 7-5, 7-6      |
| 2 | Yanina Wickmayer             | Sun Tiantian            | 4-6, 3-6      |
| 2 | Tamaryn Hendler              | Yan Zi                  | 6-7, 6-2, 6-8 |
| 2 | Debbrich Feys Aude Vermoezen | Ji Chunmei Sun Shengnan | 2-6, 1-6      |

| Japon - Allemagne - 2 : 3 Sky Hall Toyota, Toyota, Japon 14 - 15 juillet, Moquette (int.) |                            |                                   |               |
| 3                                                                                         | Erika Takao                | Tatjana Malek                     | 4-6, 3-6      |
| 3                                                                                         | Ayumi Morita               | Angelique Kerber                  | 4-6, 6-4, 7-5 |
| 3                                                                                         | Erika Takao                | Angelique Kerber                  | 6-3, 6-2      |
| 3                                                                                         | Ayumi Morita               | Tatjana Malek                     | 4-6, 3-6      |
| 3                                                                                         | Rika Fujiwara Ayumi Morita | Anna-Lena Grönefeld Tatjana Malek | 3-6, 4-6      |

| Espagne - République tchèque - 4 : 1 Club de Tenis Llafranc, Palafrugell, Espagne 14 - 15 juillet, Terre (ext.) |                                 |                              |               |
| 4 | Anabel Medina                   | Iveta Benešová               | 7-6, 2-6, 6-1 |
| 4 | Nuria Llagostera                | Lucie Šafářová               | 1-6, 2-6      |
| 4 | Anabel Medina                   | Lucie Šafářová               | 6-3, 6-2      |
| 4 | Lourdes Domínguez               | Iveta Benešová               | 6-2, 4-6, 6-3 |
| 4 | Nuria Llagostera Virginia Ruano | Petra Kvitová B. Z. Strýcová | 6-4, 6-1      |

### Play-offs II
| Australie - Ukraine - 1 : 4 Royal Pines Resort, Ashmore, Australie 14 - 15 juillet, Dur (ext.) |                            |                                        |               |
| 1                                                                                              | Alicia Molik               | Alona Bondarenko                       | 3-6, 4-6      |
| 1                                                                                              | Nicole Pratt               | Kateryna Bondarenko                    | 0-6, 1-6      |
| 1                                                                                              | Nicole Pratt               | Alona Bondarenko                       | 5-7, 4-6      |
| 1                                                                                              | Casey Dellacqua            | Yuliana Fedak                          | 6-4, 6-2      |
| 1                                                                                              | Alicia Molik Rennae Stubbs | Yuliya Beygelzimer Kateryna Bondarenko | 6-2, 3-6, 3-6 |

| Argentine - Canada - 4 : 1 Cordoba Lawn Tenis Club, Córdoba, Argentine 14 - 15 juillet, Terre (ext.) |                                 |                                      |               |
| 2 | Gisela Dulko                    | Marie-Ève Pelletier                  | 7-5, 6-4      |
| 2 | María Emilia Salerni            | Aleksandra Wozniak                   | 6-3, 6-4      |
| 2 | Gisela Dulko                    | Aleksandra Wozniak                   | 6-0, 2-6, 2-6 |
| 2 | María Emilia Salerni            | Stéphanie Dubois                     | 6-4, 6-1      |
| 2 | Jorgelina Cravero Betina Jozami | Stéphanie Dubois Marie-Ève Pelletier | Forfait       |

| Croatie - Taïwan - 3 : 2 Tenis Klub "Split", Split, Croatie 14 - 15 juillet, Terre (ext.) |                            |                                |               |
| 3                                                                                         | Nika Ožegovic              | Chan Yung-Jan                  | 6-0, 6-3      |
| 3                                                                                         | Jelena Kostanić            | Hsieh Su-Wei                   | 6-7, 4-6      |
| 3                                                                                         | Ana Vrljić                 | Chan Chin-Wei                  | 6-0, 6-1      |
| 3                                                                                         | Nika Ožegovic              | Hsieh Su-Wei                   | 6-1, 5-7, 6-1 |
| 3                                                                                         | Jelena Kostanić Ana Vrljić | Chan Yung-Jan Chuang Chia-Jung | 6-7, 3-6      |

| Slovaquie - Serbie - 4 : 1 Steel Arena, Košice, Slovaquie 14 - 15 juillet, Dur (int.) |                                |                           |               |
| 4                                                                                     | Daniela Hantuchová             | Ana Timotic               | 6-1, 6-2      |
| 4                                                                                     | Dominika Cibulková             | Jelena Janković           | 5-7, 6-1, 7-9 |
| 4                                                                                     | Daniela Hantuchová             | Vojislava Lukic           | 6-0, 6-2      |
| 4                                                                                     | Dominika Cibulková             | Ana Jovanovic             | 6-4, 6-2      |
| 4                                                                                     | Janette Husárová Jana Juricová | Ana Jovanovic Ana Timotic | 6-4, 6-2      |